# Pelastoneurus diversipes
Pelastoneurus diversipes är en tvåvingeart som beskrevs av Octave Parent 1934. Pelastoneurus diversipes ingår i släktet Pelastoneurus och familjen styltflugor.
Artens utbredningsområde är Sierra Leone. Inga underarter finns listade i Catalogue of Life.